# Pretty Deadly
Pretty Deadly (publicado como Bella Muerte en España) es una serie de cómics estadounidense creado por Kelly Sue DeConnick y la artista española Emma Ríos, distribuido por Image Comics. La historia combina elementos de western y terror y se basa en la mitología y el folclore. Pretty Deadly es la tercera colaboración de DeConnick y Rios, la primera fue Osborn en 2011 y la segunda fueron los números 5 y 6 de Captain Marvel en 2012. La tirada inicial para su primer número fue de 57.000 ejemplares que se agotaron. 

El equipo creativo de Pretty Deadly ha sido norminado a varios premios Eisner Awards en 2014: DeConnick como mejor guionista, Rios como mejor dibujante/entintador y como mejor artista de portadas y Jordie Bellaire como mejor colorista.

## Colecciones
| Título        | Editorial           | Contenido          | Fecha de publicación | ISBN              |
| ------------- | ------------------- | ------------------ | -------------------- | ----------------- |
| Pretty Deadly | Image Comics        | Pretty Deadly #1-5 | 04 de 2014           | 9781607069621     |
| Bella Muerte  | Astiberri Ediciones | Pretty Deadly #1-5 | 11 de 2014           | 978-84-15685-74-6 |